# Red Krayola
Red Krayola (vormals The Red Crayola, jetzt The Red Krayola) ist eine Psychedelic-/Avantgarde-Rockband aus Houston, Texas. Die Band wurde 1966 von Sänger, Gitarrist und Visual Artist Mayo Thompson gegründet. Sie gehört zu den am längsten aktiven Indie-Rock-Bands. Ihr experimenteller Stil nahm stilistisch die Musik der Punk- und der No-Wave-Szene der 1980er Jahre in New York City vorweg.

## Geschichte
Gegründet wurde die Gruppe 1966, zur ersten Besetzung gehörten neben Thompson Schlagzeuger Frederick Barthelme (Bruder des Schriftstellers Donald Barthelme) und Steve Cunningham. Die drei Gründungsmitglieder studierten Kunst an der University of St. Thomas (Texas). Das Trio begann, live aufzutreten, und spielte überwiegend Coverversionen, daneben füllten sie ihre Auftritte mit experimentellen Jams. Rasch erspielte sich die Gruppe eine kleine Fangemeinde innerhalb der Hippie-Szene, die sich selber The Familiar Ugly nannte. Lelan Rogers, Bruder von Kenny Rogers und Inhaber des Plattenlabels International Artists, sah die Band bei einem Auftritt in einem Einkaufszentrum und ermöglichte ihr, das Debütalbum aufzunehmen. An den Aufnahmen war neben den Bandmitgliedern Roky Erickson beteiligt, der zu zwei Liedern die Harmonika- und Orgel-Passagen einspielte. Ebenfalls auf dem Album zu hören sind die Familiar Uglies, von denen die als „Free-Form Freak Out“ bezeichneten Zwischenspiele zwischen den einzelnen Liedern stammen. Das Album erfüllte nicht die kommerziellen Erwartungen des Labels und es weigerte sich zunächst, das nächste Album zu veröffentlichen. Schlagzeuger Barthelme verließ Red Krayola und wurde durch Tommy Smith ersetzt. Das in dieser Besetzung eingespielte Album God Bless the Red Krayola and All Who Sail with It erschien 1968 bei International Artists. Die Verkaufszahlen waren sehr schlecht und Red Krayola trennte sich wenig später.
Thompson verfolgte in der Folgezeit seine Solokarriere. In den 1970er Jahren verlegte Thompson seinen Wohnsitz nach London und kollaborierte mit Art & Language und Pere Ubu. 1976 erschien das zusammen mit Art & Language aufgenommene Album Corrected Slogans, auf dem u. a. frühe Versionen von Stücken wie „Keep All Your Friends“ und „The Mistakes of Trotsky“ zu hören sind, die 1981 für das Album Kangoroo! erneut aufgenommen wurden. 1979 erschien das vierte Album Soldier Talk, die Schreibweise des Bandnamens musste wegen rechtlicher Belange in „Red Crayola“ geändert werden. 1981 folgte Kangaroo!, das unter dem Namen „The Red Krayola with Art & Language“ erschien und an dem bekannte Experimentalmusiker wie Allen Ravenstine (Synthesizer), Gina Birch und Epic Soundtracks mitwirkten. Das Album thematisierte den Kommunismus in der damaligen UdSSR mit Liedern wie A Portrait of V. I. Lenin in the Style of Jackson Pollock oder The Mistakes of Trotsky. Ravenstine sowie Art & Language waren auch an dem 1983er Album Black Snakes beteiligt. Nach dessen Veröffentlichung widmete sich Thompson wieder mehr der Arbeit als Musikproduzent. Nachdem er seinen Wohnsitz nach Düsseldorf verlegt hatte, nahm er mit einer Begleitband um den deutschen Musiker Rüdiger Carl das Album Malefactor, Ade auf, das 1989 veröffentlicht wurde. In den 1990er Jahren zog er zurück in die USA nach Chicago. Bei Drag City erschienen die 12″-Single Three Songs on a Trip to the United States (1993) mit fünf Live-Aufnahmen sowie mit Red Krayola (1994) Hazel (1996) und Fingerpainting (1999) drei weitere Studioalben, auf denen er mit Jim O’Rourke, John McEntire und Tortoise zusammenarbeitete. Anlässlich des 40-jährigen Bandbestehens veröffentlichte Thompson 2006 das Album Introduction, 2007 Sighs Trapped by Liars und 2008 das Remix-Album Fingerpointing. 2010 erschien das bislang letzte Album Five American Portraits unter dem Bandnamen The Red Krayola with Art & Language.
Im Frühjahr 2012 nahm Red Krayola aktiv am dreimonatigen Ausstellungsbetrieb der Whitney Biennial 2012 teil.

## Stil
Der Ansatz der Band war zunächst, der British Invasion etwas Eigenes und Neues entgegenzusetzen. Dabei entwickelte Red Krayola seine Form der experimentellen Rockmusik, die nicht wie bei anderen Experimentalgruppen wie The 13th Floor Elevators oder The Electric Prunes auf Rhythm and Blues, Jazz oder klassischer Musik basierte. Das 1967er Debütalbum Parable of Arable Land war geprägt von Thompsons Gitarrenspiel, das weniger durch Rhythmik und mehr durch Texturen geprägt war und als Vorreiter für den Post-Punk gilt. Das zweite Album God Bless the Red Krayola and All Who Sail with It war liedorientierter und bestand aus kurzen, eingängigen Stücken, die ausschließlich mit Gitarre, Bass und Gesang instrumentiert waren. Später näherte sich die Musik dem Post-Punk und No Wave an. Mit den Veröffentlichungen der 1990er Jahre gelang es Thompson, seine musikalischen Ideen durch die Beteiligung junger Avantgarde-Musiker wie Jim O’Rourke, John McEntire oder David Pajo (Slint) in zeitgemäßem musikalischen Sound zu präsentieren.

## Diskografie
- Parable of Arable Land (1967)
- God Bless the Red Krayola and All Who Sail with It (1968)
- Corrected Slogans, Art & Language and the Red Crayola (1976)
- Soldier Talk (1979)
- Kangaroo? (1981)
- Black Snakes (1983)
- Malefactor, Ade (1989)
- Three Songs on a Trip to the United States (1993)
- Red Krayola (1994)
- Hazel (1996)
- Fingerpainting (1999)
- Introduction (2006)
- Sighs Trapped By Liars (2007)
- Fingerpointing (2008)
- Five American Portraits (2010)